# Wielowieś (gemeente)
De gemeente Wielowieś is een landgemeente in het Poolse woiwodschap Silezië, in powiat Gliwicki.
De zetel van de gemeente is in Wielowieś.

## Omgeving
De gemeente ligt in powiat Gliwicki en grenst aan de stad:
- Pyskowice

en de gemeenten:
- Toszek (powiat Gliwicki)
- Jemielnica, Strzelce Opolskie, Zawadzkie (powiat Strzelecki)
- Krupski Młyn, Tworóg, Zbrosławice (powiat Tarnogórski)

## Plaatsen
De volgende plaatsen liggen op het grondgebied van de gemeente:
sołectwo:
- Błażejowice
- Czarków
- Dąbrówka
- Gajowice
- Kieleczka
- Kotków
- Sieroty
- Świbie
- Radonia
- Raduń-Borowiany
- Wielowieś (dorp)
- Wiśnicze
- Zacharzowice

Overige plaatsen:
- Chwoszcz
- Diana
- Gogol
- Goj
- Jerzmanów
- Kolonia
- Napłatki
- Pustkowie
- Ubowice

## Oppervlakte gegevens
In 2002 bedroeg de totale oppervlakte van gemeente Wielowieś 116,59 km², waarvan:
- agrarisch gebied: 65%
- bossen: 27%

De gemeente beslaat 17,58% van de totale oppervlakte van de powiat.

## Demografie
Stand op 30 juni 2004:
| Omschrijving                   | Totaal | Totaal | Vrouwen | Vrouwen | Mannen | Mannen |
| ------------------------------ | ------ | ------ | ------- | ------- | ------ | ------ |
| eenheid                        | aantal | %      | aantal  | %       | aantal | %      |
| inwoners                       | 6104   | 100    | 3137    | 51,4    | 2967   | 48,6   |
| bevolkingsdichtheid (inw./km²) | 52,4   | 52,4   | 26,9    | 26,9    | 25,4   | 25,4   |

In 2002 bedroeg het gemiddelde inkomen per inwoner 1215,05 zł.